# Mihai Tudose
Mihai Tudose (Brăila, 1967. március 6. –) román jogász, szociáldemokrata párti politikus, gazdasági miniszter 2014 és 2015 között, valamint egy rövid ideig 2017-ben, majd Románia miniszterelnöke 2017 és 2018 között.

## Életpályája
1994-ben szerzett jogi diplomát a bukaresti Dimitrie Cantemir Keresztény Egyetem Jog- és Közigazgatás-tudományi Karán. Politikai karrierjét a román Szenátus hivatalában kezdte, mint irodavezető (1992–1999), majd megyei tanácsos volt Brăila megyében (1999–2000). 1996-tól a Szociáldemokrata Párt (PSD) megyei alelnöke, 2004-től elnöke. 2000-től parlamenti képviselő. 2004 és 2014 decembere között a Képviselőház Gazdaságpolitikai, Reformügyi és Privatizációs Bizottságának elnöke.
2014 decemberében, a Victor Ponta negyedszerre átalakított kabinetjének gazdasági, kereskedelmi és idegenforgalmi minisztere lett. Alig egy évvel később, 2015. november 4-én a szociáldemokrata Ponta-kormány – a bukaresti Colectiv klubban történt halálos áldozatokat követelő diszkótűz miatt – az utcára vonuló tüntetők nyomására benyújtotta lemondását. Helyét átadta a Cioloș-féle technokrata kormány új miniszterének, Costin Borcnak (nov. 17.).
2015-ben a PSD alelnökévé választották. Még ugyan ezen év decemberétől – a kormányból való távozása után – 2017 februárjáig ismét a Képviselőház Gazdaságpolitikai, Reformügyi és Privatizációs Bizottságának elnöki tisztét töltötte be, majd február 23-án – Sorin Grindeanu kormányában – ismét megkapta a gazdasági tárcát.
Alig fél évvel a Grindeanu-kormány megalakulása után, a kormányprogram végrehajtásának késésére hivatkozva a PSD–ALDE kormánykoalíció megvonta a bizalmat a kormányfőtől, s mivel az önként nem volt hajlandó távozni, június 21-én a kormány ellen benyújtott bizalmatlansági indítványukkal megbuktatták azt. Egy héttel később (június 26.) Klaus Johannis államfő – a szociálliberális koalíció javaslatára – megbízta egy új kormány összeállításával. Miután kormányprogramját és kabinetjének összetételét a parlament megszavazta (június 29.), az államfő aláírta az új kormány tagjainak kinevezéséről szóló elnöki rendeletet.
Mihai Tudose 2018. január 10-én akasztással fenyegette meg azokat, akik kiteszik helyi intézményekre a székely zászlót.
Ha a székelyföldi intézményekre kiteszik a székely zászlót, akkor azok is lógni fognak, akik kitették azt.